# سعیدآباد (شاهین‌دژ)
سعیدآباد (شاهین‌دژ)، روستایی از توابع بخش کشاورز شهرستان شاهین‌دژ در استان آذربایجان غربی ایران است.

## جمعیت
این روستا در دهستان کشاور قرار دارد و براساس سرشماری مرکز آمار ایران در سال ۱۳۸۵، جمعیت آن ۴۰۷ نفر (۷۶ خانوار) بوده‌است.